# Polyhymnia
Polyhymnia var i græsk mytologi en af de ni olympiske muser. Hun var muse for dans, pantomime, hellig poesi og hellige hymner (sang). Hun var også nævnt som muse for landbrug, meditation, geometri og visdom. Hun fremstilledes enten dansende eller mediterende med en finger på munden.
Hendes navn (græsk: Πολυύμνια, også stavet Polymnia (Πολύμνια)) aflæses som "(Hende med de) mange hyldestsange" ("poly" mange og "hymner" hyldest).
På Parnassos var springvandet Castalia Musae helliget af Apollon til Polyhymnia og de andre muser. Kildens vand flød mellem bjergets to store bjergtoppe ned i et bassin, hvor det blev hentet af Pythia-præstinder til forudsigelser ved oraklet i Delfi.

## Polyhymnias kulturarv
Hun nævnes i Dantes Guddommelige Komedie og optræder i adskillige fiktive værker og afbildninger siden antikken.
- Asteroiden Polyhymnia i asteroidebæltet blev opkaldt efter hende i 1854.[3]

- I den danske musikalske komediefilm fra 1951 Mød mig på Cassiopeia spiller Bodil Kjer hovedrollen som Polyhymnia, der kommer til Jorden for at inspirere en dansk komponist. Hun hjælper komponisten, men forelsker sig i en mand, som også komponistens kone har øje for. Til sidst kommer Zeus for at hente hende tilbage til himlen, så hun ikke skaber ravage mellem de dødelige. Bodil Kjer synger kendingsmelodien i filmen, Musens sang, om hvor svært det er at være muse.[4]

- Den danske billedhugger August Wilhelm Saabye fik den Neuhausenske pris i 1849 for en metalkopi af Polyhymnias statue fra antikken.[5]

- I Norge oprettede studentersamfundet i Trondheim en ridderorden Polyhymnia i 1913. Den uddeles af Studenterhusets Orkester til musikere. En kendt ridder af ordenen er den norske musiker Arve Tellefsen.[6]